# Conversifastigia
Conversifastigia is een geslacht van rechtvleugeligen uit de familie sabelsprinkhanen (Tettigoniidae). De wetenschappelijke naam van dit geslacht is voor het eerst geldig gepubliceerd in 2008 door Liu & Kang.

## Soorten
Het geslacht Conversifastigia  is monotypisch en omvat slechts de volgende soort:
- Conversifastigia gressitti (Liu & Kang, 2008)